# Ordine del Salvatore
L'Ordine del Salvatore, conosciuto anche come Ordine del Redentore (in greco: Τάγμα του Σωτήρος) è un ordine cavalleresco greco, il primo del paese ad essere fondato, il 20 maggio 1833, da re Ottone I di Grecia, costituendo, sia durante il Regno di Grecia che la Repubblica ellenica, il più alto ordine di merito.

## Storia

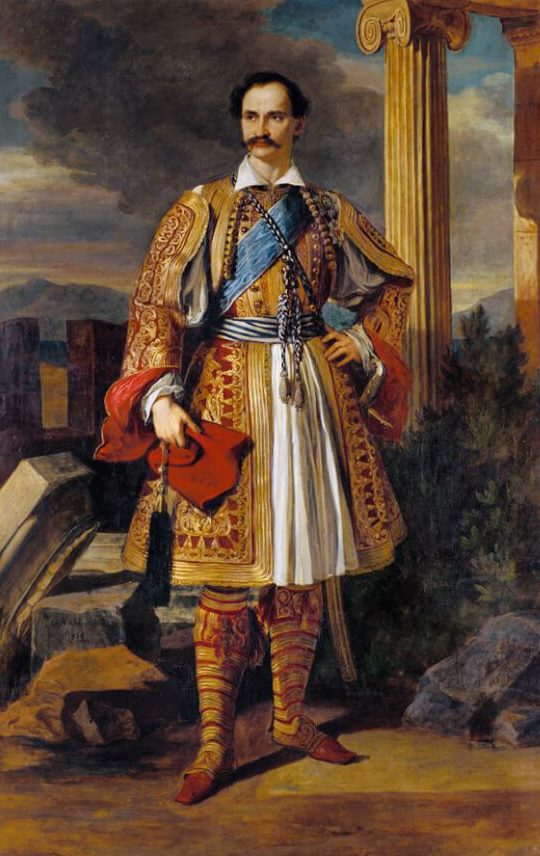
Ottone I di Grecia, fondatore dell'ordine, che indossa la fascia di Gran Croce.

L'Ordine del Salvatore, primo ordine greco ad essere creato, venne istituito dalla Quarta Assemblea Nazionale di Argo del 1829, verso la fine della Guerra d'indipendenza greca; venne chiamato in onore del Salvatore in quanto lo stato greco era ritenuto protetto dalla divina provvidenza. Il decreto di fondazione dell'ordine venne firmato a Nauplia dal primo sovrano greco Ottone I, il 20 maggio 1833  e fu concesso ai cittadini greci e stranieri che si fossero distinti per la causa greca . 
Tra i primi insigniti vi furono Luigi I di Baviera, padre di Ottone di Grecia, Andreas Miaoulis che ottenne il riconoscimento nel 1835, il barone Guenther Heinrich von Berg, nel 1837, Petros Mavromichalis, Alexandros Mavrokordatos e Lazaros Kountouriotis, nel 1836, Andreas Zaimīs, Theodoros Kolokotronis e Geōrgios Kountouriōtīs, nel 1837, e Konstantinos Kanaris nel 1864. Fino alla proclamazione della Seconda Repubblica ellenica, a ricoprire la carica di Gran maestro furono i sovrani di Grecia Ottone I, Giorgio I, Costantino I, Alessandro, Giorgio II. Dopo la restaurazione, l'ordine fu ristabilito come statale e i gran maestri furono sempre re Giorgio II, ritornato sul trono nel 1935, Paolo e Costantino II di Grecia, ultimo monarca ellenico.
Attualmente, l'Ordine del Salvatore è conferito dalla Repubblica di Grecia, che ha ristabilito l'ordine nel 1975 dopo la caduta della monarchia, per ricompensare quei cittadini che si siano distinti nella difesa della patria in tempo di guerra oppure per coloro che avessero apportato benefici allo stato greco.

## Classi
L'Ordine del Salvatore è suddiviso in cinque classi di benemerenza:
- Gran Croce ('Μεγαλόσταυρος') - tale classe prevede che la placca, o stella, dell'ordine sia portata sulla parte destra del petto e che la fascia, composta da un nastro azzurro contornato da due strisce bianche, sia indossata dalla spalla destra al fianco sinistro.
- Gran Commendatore ('Ανώτερος Ταξιάρχης') - tale classe prevede che la placca, o stella, di dimensioni minori rispetto a quella di Gran Croce, dell'ordine sia portata sulla parte destra del petto e che la croce, o insegna, dell'ordine sia indossata appesa ad una fascia, composta da un nastro azzurro contornato da due strisce bianche, al collo.
- Commendatore ('Ταξιάρχης') - tale classe prevede che la croce, o insegna, dell'ordine sia indossata appesa ad una fascia, composta da un nastro azzurro contornato da due strisce bianche, al collo.
- Croce d'Oro ('Χρυσούς Σταυρός') - tale classe prevede che una croce, o medaglia, dell'ordine sia portata sul lato sinistro del petto.
- Croce d'Argento ('Αργυρούς Σταυρός') -  tale classe prevede che una croce, o medaglia, dell'ordine sia portata sul lato sinistro del petto.

| Nastri          |             |              |                   |                         |
| Croce d'Argento | Croce d'Oro | Commendatore | Gran Commendatore | Cavaliere di Gran Croce |

## Insegne

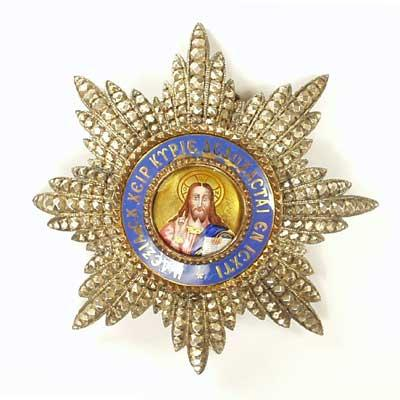
La placca di Gran Croce dell'ordine.

L'insegna dell'Ordine è stata più volte modificata, la più evidente delle quali è stata la rimozione della corona durante il periodo repubblicano. La forma attuale dell'onorificenza è regolata dal Decreto Presidenziale 849/1975 (ΦΕΚ 273 Α΄/4-12-1975). Attualmente la medaglia è costituita da una croce patente smaltata di bianco, d'oro per la croce d'oro e d'argento per la croce d'argento, con un centro attorno al quale si trovano dei rami di lauro e quercia intrecciati a corona. Il medaglione centrale riporta l'immagine del Cristo pantocratore rappresentato alla maniera bizantina (secondo il modello della chiesa ortodossa greca), circondato da un anello di smalto blu con inciso a lettere d'oro il motto Η ΔΕΞΙΑ ΣΟΥ ΧΕΙΡ, ΚΥΡΙΕ, ΔΕΔΟΞΑΣΤΑΙ ΕΝ ΙΣΧΥΙ ("La tua mano destra, o Signore, è divenuta gloriosa nella potenza", Genesi, 15:6) Nel retro del medaglione sono incise le parole: Η ΕΝ ΑΡΓΕΙ Δ´ ΕΘΝΙΚΗ ΤΩΝ ΕΛΛΗΝΩΝ ΣΥΝΕΛΕΥΣΙΣ - 1829 ("IV Assemblea Nazionale dei Greci ad Argo - 1829") . Il nastro dell'Ordine è azzurro chiaro, bordato di bianco, riflettendo i colori nazionali della Grecia .
- La stella dell'Ordine è composta di una stella d'argento di otto raggi con un disco centrale identico a quello delle medaglie.
- Il nastro dell'ordine è azzurro, con due piccole fasce bianche ai lati, a riprendere i colori della bandiera di Grecia.